# Grez-en-Bouère

Grez-en-Bouère este o comună în departamentul Mayenne, Franța. În 2009 avea o populație de 994 de locuitori.